# 에반게리온 ANIMA
에반게리온 ANIMA는 텔레비전 애니메이션 신세기 에반게리온의 외전 소설이다.